# Cathédrale de Linköping
La cathédrale de Linköping est un édifice religieux luthérien de la ville de Linköping en Suède. Elle est le siège de l'évêché de Linköping, rattaché à l'Église de Suède.

## Histoire
L'église actuelle possède une histoire vieille de 800 ans. Elle commence au XIe siècle avec la construction d'une église en bois sur le site. Ensuite, se construit vers 1120, une église en pierre avec un plan basilical d'une taille correspondant à la moitié de l'édifice actuel.
Autour de 1230, il est devenu nécessaire de construire une plus grande église, car la basilique était devenue trop petite. L'église a été prolongée vers l'est, avec un nouveau chœur et un transept. Ces parties, demeurent dans l'église moderne, tout comme le retable.
L'extension suivante de l'église a été faite après le couronnement de Valdemar Ier de Suède en 1251. Cette fois, le bâtiment principal a été construit et l'église mesure sa longueur actuelle.
Au début du XVe siècle, les chapelles sont construites en style gothique, avec de grandes fenêtres et des voûtes en étoile. Les chapelles ont été dédiées à saint André (puis à sainte Marie), saint Nicolas et saint Thomas.
Le feu a endommagé le toit de l'église en 1546 et 1567. La tour a été reconstruite entre 1747 et 1758, puis de nouveau entre 1877 et 1886 par Helgo Zettervall. Cependant, une restauration a été faite en 1967, rétablissant la forme du toit du XVIIe siècle.
Le toit est couvert du placage de cuivre. La corrosion a créé la couleur verte de l'ensemble.

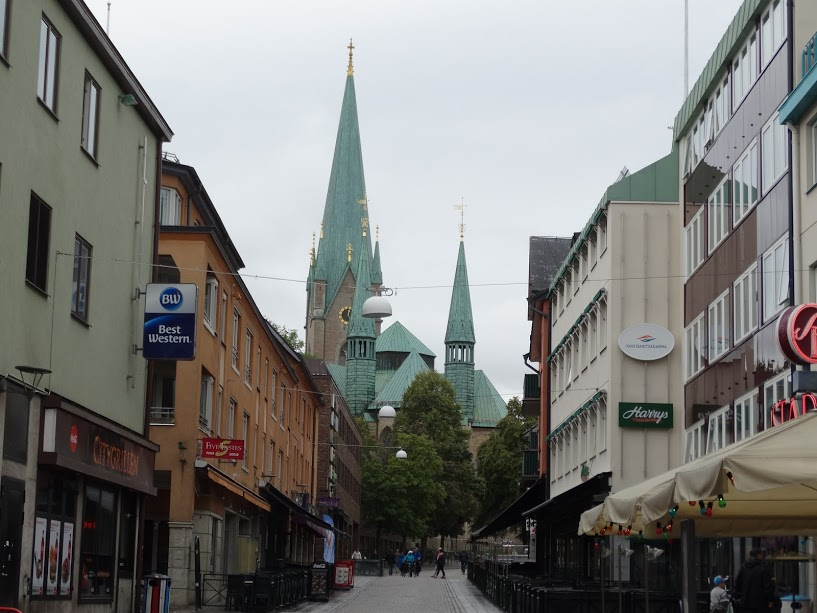
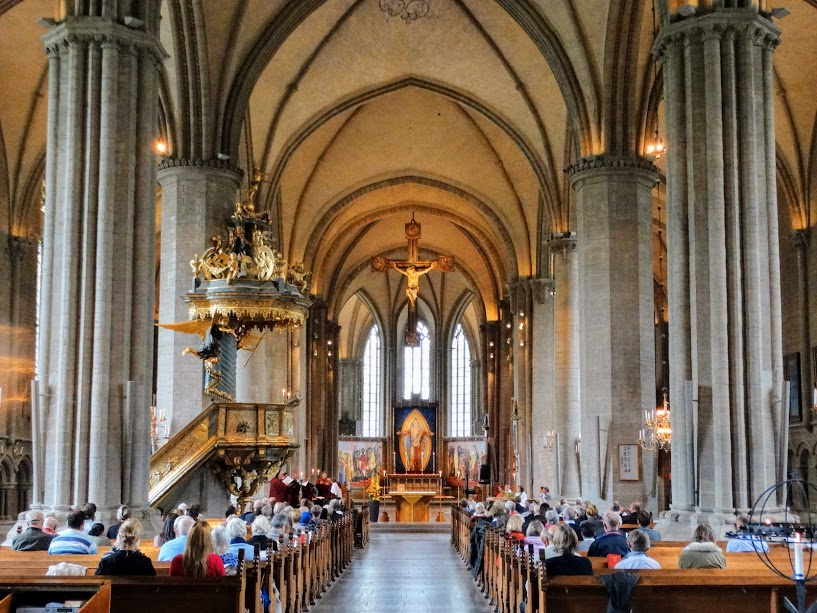
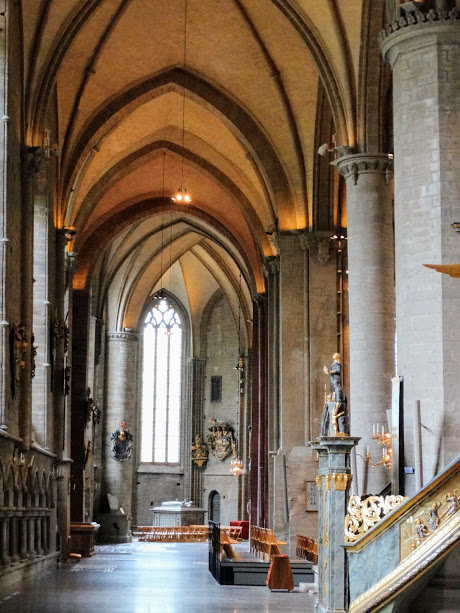
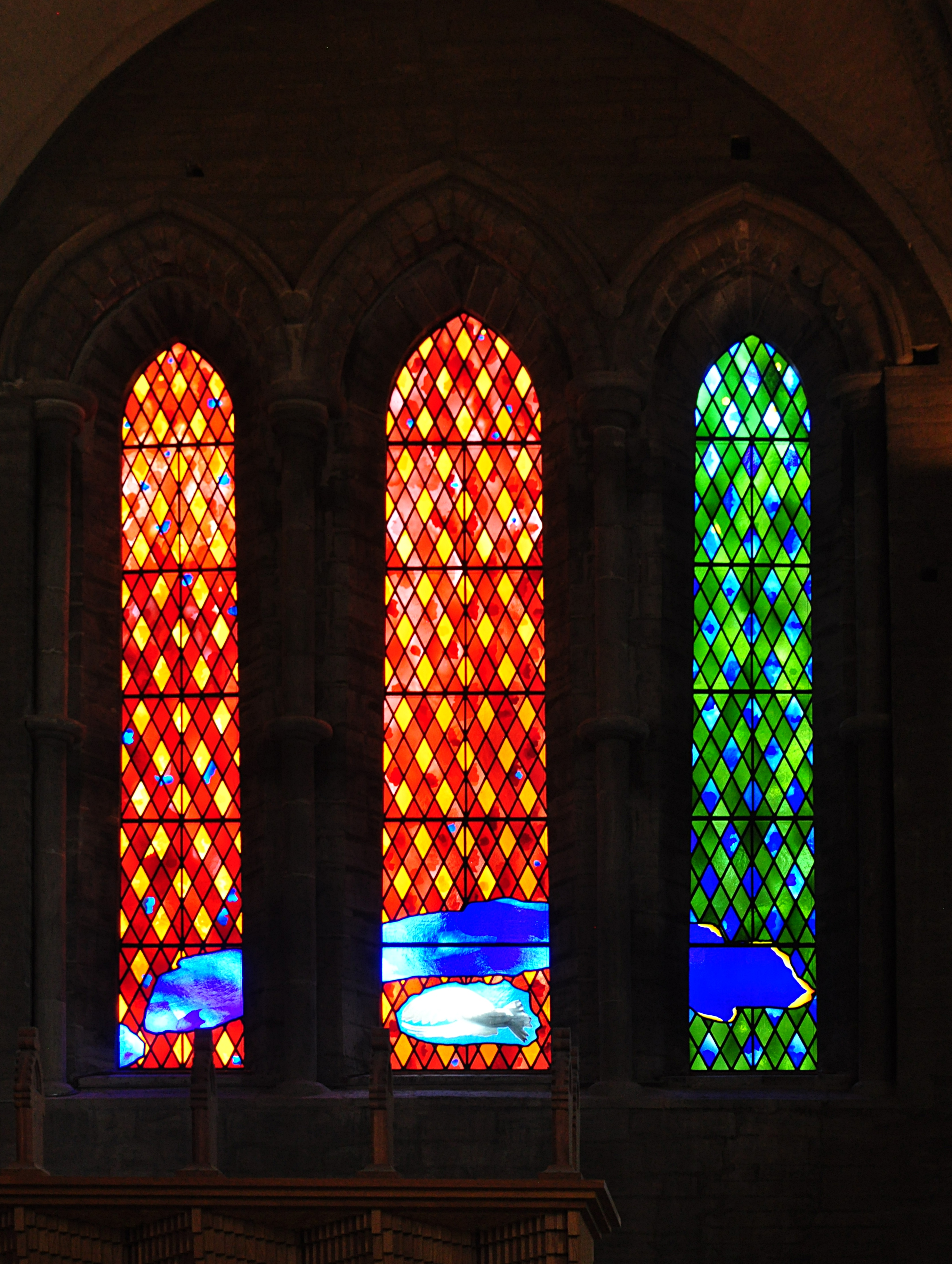
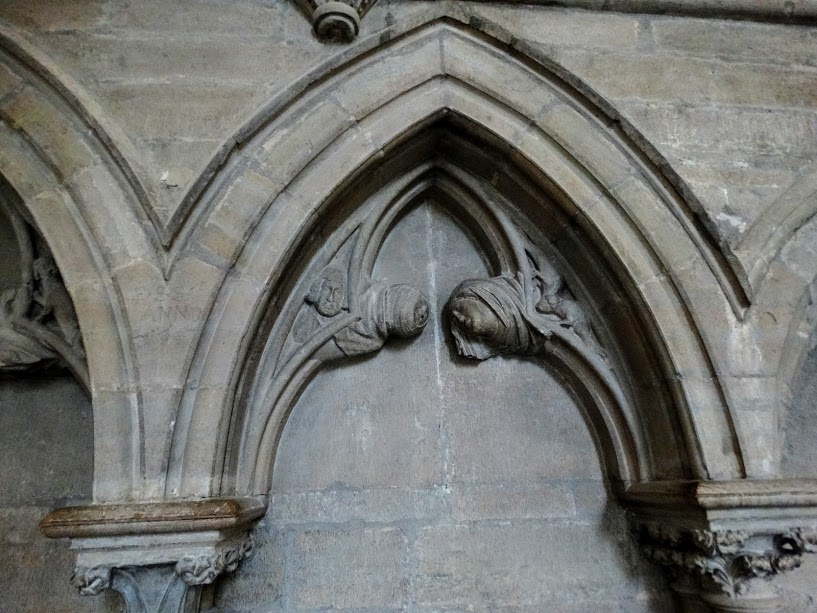
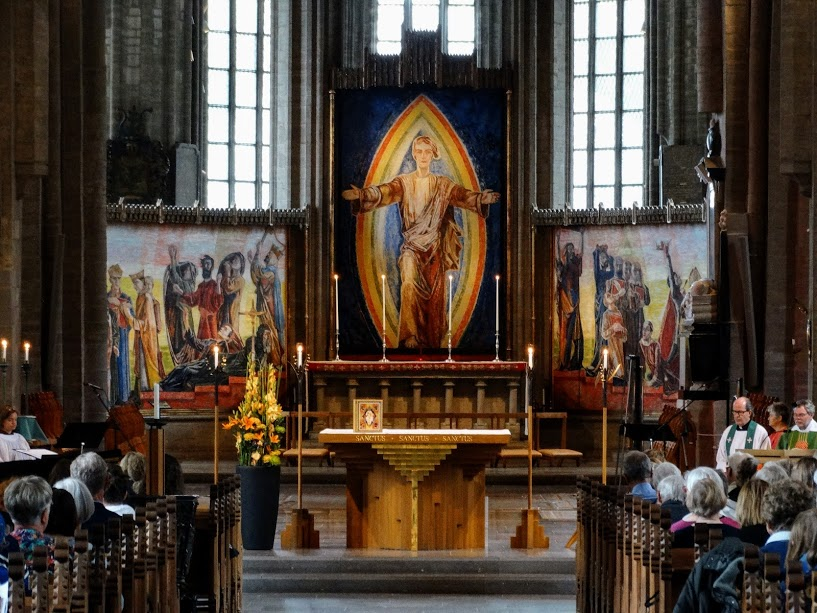

## Source
- (en) Cet article est partiellement ou en totalité issu de l’article de Wikipédia en anglais intitulé « Linköping Cathedral » (voir la liste des auteurs).